# 呼子線
呼子線（よぶこせん）は、佐賀県唐津市の虹ノ松原駅から唐津線唐津駅を経て東松浦郡呼子町（現・同市）に設置予定であった呼子駅を経由し、同郡玄海町を経て筑肥線の始発駅にあたる同県伊万里市の伊万里駅までを東松浦半島を北廻りルートで結ぶ計画であった、日本国有鉄道（国鉄）の鉄道路線（未成線）である。

## 概要
唐津駅から東松浦半島の海寄りの地域を周り、伊万里駅に至る路線として計画された。唐津駅 - 呼子駅間は1968年（昭和43年）に日本鉄道建設公団により工事着手され、ほぼ全線にわたりトンネル・高架橋などの工事は完了していたが、唐津市街地での用地取得に時間がかかっているうちに国鉄の経営が悪化、国鉄再建法施行に伴い1980年（昭和55年）に工事が中断された。
このうち高い需要の見込まれる虹ノ松原駅 - 西唐津駅間については、国鉄筑肥線の変更路線に組み込まれて工事が継続され、1983年（昭和58年）3月22日に開業している（「筑肥線」を参照）。しかし、残りの区間は第三セクター設立による工事再開を検討するも採算ラインにわずかに届かず、地元は懸命に効用を訴えたものの開業に至らなかった。呼子駅前には当時の呼子町が駅前団地の整備を行うなど大きな期待を寄せていたが、鉄道がこの地に来ることはなかった。だが1990年代に至っても復活を希望する声も存在はしていた。 
その後、未開業区間の用地は唐津市に引き渡され、構造物については解体工事が行われている。旧呼子町内では路盤の一部が農道に、トンネルの一部がハムやソーセージの貯蔵庫に活用されている。2020年（令和2年）8月には、旧・呼子線として建設されたトンネルを拡幅して国道204号唐房バイパスの唐房トンネルを建設する工事が着工し、2023年（令和5年）11月12日に開通した。なお、未開業トンネルのうち「第2西唐津トンネル」（西唐津 - 佐志間）と「第3湊トンネル」（肥前湊 - 屋形石間）については、2024年（令和6年）現在も日本鉄道建設公団の後継である独立行政法人鉄道建設・運輸施設整備支援機構が保有している。
なお、呼子駅 - 伊万里駅間は認可に至っておらず、着工されていない。

## 歴史
- 1961年（昭和36年）
  - 4月13日 - 呼子町役場において、唐津・呼子・伊万里沿線の市町村長、議会議長の会議が開催され、唐津・呼子・伊万里線鉄道期成会が結成。
  - 5月12日 - 第31回鉄道建設審議会において、予定線に編入されることが決定する。
  - 5月20日 - 鉄道敷設法一部改正案が提出される。
  - 6月16日 - 鉄道敷設法一部改正案が可決・成立し、予定線に編入される。
- 1962年（昭和37年）3月30日 - 調査線に格上げされることが決定。
- 1964年（昭和39年）
  - 4月 - 公団調査線
  - 6月25日 - 第40回鉄道建設審議会において工事線（着工線）に昇格決定。
  - 9月 - 公団工事線
- 1967年（昭和42年）
  - 11月 - 国鉄協議済み（西唐津 - 呼子）
  - 12月 - 工事実施計画認可（西唐津 - 呼子）
- 1968年（昭和43年）
  - 3月 - 起工式
  - 9月 - 着工
- 1980年（昭和55年） - 国鉄再建法施行により、工事凍結。
虹ノ松原駅 - 西唐津駅間については呼子線から切り離して工事を継続。
- 1983年（昭和58年）3月22日 - 虹ノ松原駅 - 唐津駅間が筑肥線付け替えとして開業。筑肥線姪浜駅 - 虹ノ松原駅間および唐津線唐津駅 - 西唐津駅間が電化され、福岡市営地下鉄1号線（現・空港線）博多駅（当時は仮駅） - 西唐津駅間で電車による直通運転を開始。
- 1989年（平成元年）4月 - 開業に至らなった西唐津駅から先（呼子まで）の区間が、工事再開期限（1989年/1988年度末）を過ぎていたたため国鉄清算事業団に継承[7]。
- 2005年（平成17年） - 廃線跡地のうち唐津市佐志浜町 - 唐津市鳩川間が唐房バイパスとして事業化される[8][9]。
- 2020年（令和2年）8月29日 - 廃線のトンネルを解体して、唐房バイパスの唐房トンネルの工事に着手[9]。
- 2023年（令和5年）11月12日 - 唐房バイパス開通[注釈 1][5]。

## 駅一覧
未開業区間・未認可区間の駅名は仮称。
開業区間（筑肥線の一部として開業）
虹ノ松原駅 - 東唐津駅 - 和多田駅 - 唐津駅 - 西唐津駅
未開業区間
西唐津駅 - 佐志駅 - 肥前相賀駅 - 肥前湊駅 - 屋形石駅 - 呼子駅
未認可（未着工）区間
呼子駅 - 野元駅 - 玄海駅 - 座（そそろ）駅 - 肥前町駅（高串駅）- 肥前大浦駅 - 伊野尾駅 - 波多津駅 -  肥前黒川駅 - 本瀬戸駅 - 北伊万里駅 - 伊万里駅
- 路線全長 22.9 km（虹ノ松原駅 - 呼子駅間）
  - 未認可区間含むと全体で 62.5km（呼子 - 伊万里間）

西唐津駅 - 呼子駅間の未開業区間のうち、西唐津駅から屋形石駅までの区間がコンクリート高架としたうえ（唐津駅からの）交流電化区間として整備されていた。屋形石駅 - 呼子駅間については工事着工から完成に至るまで、非電化規格として整備されている。
未認可（未着工）区間には駅のほか、呼子駅 - 野元駅間に「（仮称）横竹トンネル」（約1,150メートル）、野元駅 - 玄海駅に「（仮称）鬼木トンネル」（約1,359メートル）、「（仮称）玄海トンネル（約1,729メートル）」、座駅 - 肥前町駅（高串駅）間に高串トンネル（約1,177メートル）、肥前町駅（高串駅） - 肥前大浦駅間に「（仮称）瓜ケ坂（うりがさか）トンネル」（約1,495メートル）などのトンネル、北伊万里駅 - 伊万里駅間に「（仮称）伊万里川橋梁」（橋長不明）の設置が予定されていた。
また、伊万里駅より北波多村（現在の同県唐津市）を経由し、唐津線岸嶽支線を介して唐津線山本駅にも繋げ、当該区間（東松浦半島北廻りルート）を短絡するルートを形成する予定もあったが、繋がることはなかった。なお、岸嶽支線への延長予定区間には国道202号、道の駅伊万里、西九州自動車道が整備されている。